# Supermarine Attacker

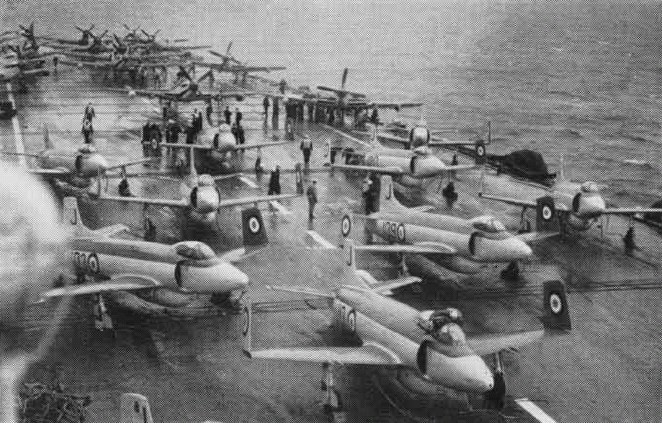
il ponte della HMS Eagle nei primi anni di servizio. Si notano in primo piano i Supermarine Attacker e sul fondo i Fairey Firefly e Blackburn Firebrand.

Il Supermarine Attacker era un caccia monoreattore ad ala bassa prodotto dall'azienda britannica Supermarine Aviation Works dalla fine degli anni quaranta ed impiegato nel secondo dopoguerra principalmente dalla Fleet Air Arm della Royal Navy.

## Sviluppo
Lo sviluppo dell'Attacker si deve alla specifica E.10/44 emessa per la richiesta di fornitura di un caccia a reazione da fornire alla Royal Air Force. Oltre alla Supermarine anche la Gloster Aircraft Company realizzò il Gloster E.1/44, una versione migliorata del Gloster Meteor, da presentare come possibile candidato, ma la commissione di valutazione rifiutò entrambi i progetti in favore del Meteor e del de Havilland DH.100 Vampire, i primi caccia a reazione RAF ad entrare in servizio operativo. La Supermarine allora propose una versione navalizzata del suo progetto all'Admiralty che accettò di valutarne le caratteristiche. Il prototipo dell'Attacker, Prototype 392, venne portato in volo per la prima volta il 27 luglio 1946 ai comandi del pilota collaudatore Jeffrey Quill.
Il progetto dell'Attacker prevedeva l'uso delle ali dritte a regime laminare già utilizzate dallo Spiteful, lo sviluppo del più celebre Spitfire e destinato a sostituirlo come caccia con motore a pistoni, e per questo motivo l'Attacker fu originariamente soprannominato Jet Spiteful. Il velivolo era afflitto da una serie di carenze progettuali che lo portarono ad essere rapidamente superato: una era che manteneva l'ormai sorpassata configurazione a triciclo classico del carrello d'atterraggio, col ruotino d'appoggio posto sotto la coda che creava problemi in fase di appontaggio. La complessità nella riprogettazione di un carrello sotto il muso avrebbe necessitato una serie di interventi, ad esempio sulle ali per lo spostamento dei carichi necessari a riequilibrare il velivolo. Inoltre una simile configurazione inviava i gas di scarico del motore direttamente verso terra, danneggiando gravemente le piste in erba.
Il primo prototipo della versione navalizzata fu portata in volo il 17 giugno 1947 ai comandi di Mike Lithgow, tre anni più tardi del volo inaugurale del Meteor. Il successivo ordine di fornitura, che confermava l'acquisizione del modello da parte della Fleet Air Arm (FAA), si fece attendere fino al novembre 1949. La prima versione di serie, la  F.1, era spinta da un turbogetto Rolls-Royce Nene Mk.101 da circa 22,2 kN (2 313 kg, 5 000 lbf) ed era equipaggiata con 4 cannoncini automatici Hispano da 20 mm. La F.1, entrata in produzione il 1950, iniziò ad essere consegnata ai reparti nell'agosto 1951.

## Storia operativa
L'Attacker ha avuto una breve carriera equipaggiando la Fleet Air Arm della Royal Navy, non partecipando ad alcuna azione durante il suo servizio di prima linea nella FAA fino al 1954. Rimase in servizio operativo con la Royal Naval Volunteer Reserve (RNVR) per un periodo leggermente più lungo, per poi essere ritirato definitivamente nel 1956. In patria l'Attacker venne sostituito dai più moderni e capaci Hawker Sea Hawk e de Havilland Sea Venom.
L'Attacker venne esportato solamente ad uno stato estero, il Pakistan. Tra il 1952 ed il 1953 vennero venduti 36 esemplari che andarono ad equipaggiare la locale aeronautica militare, la Pakistani Fida'iyye, con la quale rimase in servizio operativo fino al 1960.

## Versioni
- F.1 - versione caccia navalizzato di serie
- FB.1 - versione da attacco al suolo
- FB.2 - Versione rinforzata dotata di motorizzazione Nene più potente e di 8 piloni subalari, capace di trasportare 2 bombe da 1 000 lb (450 kg) o 8 razzi non guidati

## Utilizzatori
Pakistan
- Pakistani Fida'iyye

 Regno Unito
- Fleet Air Arm
  - Royal Naval Reserve

## Esemplari sopravvissuti
- Dopo che venne ritirato dal servizio, l'Attacker WA473 venne acquisito ed esposto al Fleet Air Arm Museum presso la RNAS Yeovilton vicino a Yeovil, contea di Somerset, Inghilterra.[3]
- Esiste inoltre un altro Attacker ex Pakistani Fida'iyye esposto al Pakistan Air Force Museum, di Karachi, Pakistan.[4]